# The Wayward Sons of Mother Earth
The Wayward Sons of Mother Earth è il primo album in studio del gruppo folk metal britannico Skyclad, pubblicato nel 1991.

## Tracce
1. The Sky Beneath My Feet – 5:41
2. Trance Dance (A Dreamtime Walkabout) – 5:29
3. A Minute's Piece – 1:10
4. The Widdershins Jig – 3:40
5. Our Dying Island – 7:07
6. Intro: Pagan Man – 1:00
7. The Cradle Will Fall – 6:26
8. Skyclad – 5:01
9. Moongleam and Meadowsweet – 4:35
10. Terminus – 6:38

## Formazione
Gruppo
- Martin Walkyier - voce
- Steve Ramsey - chitarre
- Graeme English - basso, chitarra
- Keith Baxter - batteria, percussioni

Altri musicisti
- Joe "Guido" Caprani - voce (1)
- Dominic Miller - chitarra, voce (9)
- Mike Evans - violino
- Rog Patterson - tastiere, ottavino